# Dicaelotus pudibundus
Dicaelotus pudibundus är en stekelart som först beskrevs av Wesmael 1845.  Dicaelotus pudibundus ingår i släktet Dicaelotus och familjen brokparasitsteklar. Inga underarter finns listade i Catalogue of Life.